# Sender Grünten
Der Sender Grünten auf dem Gipfelgrat des Übelhorn, der höchsten Erhebung des Grünten, ist ein 94,5 Meter hoher Sendeturm des Bayerischen Rundfunks (BR), der 1951 errichtet wurde. Ursprünglich war er 38 Meter hoch. 1956 folgte für die Ausstrahlung des ersten Fernsehprogramms eine Aufstockung auf 52 Meter, 1994 war der Sendeturm 92 Meter hoch. Der Grundnetzsender, ein Stahlgitterturm mit aufgesetztem Antennenzylinder, versorgt den südlichen Teil des Regierungsbezirks Schwaben in Bayern und weite Teile des Regionalverbands Bodensee-Oberschwaben in Baden-Württemberg mit Hörfunk und Fernsehen. Zur Versorgung der Sendeanlage betreibt der BR die Grüntenbahn, eine Seilbahn, die seit Juni 2007 in den Sommermonaten einmal in der Woche für die Öffentlichkeit benutzbar war. Seit Mai 2014 ist der öffentliche Fahrbetrieb auf den Grünten eingestellt.
Abgestrahlt werden drei DVB-T-Multiplexe, fünf BR-Hörfunkprogramme und Antenne Bayern auf UKW sowie fünf DAB-Frequenzblöcke. Seit 1989 senden von hier auch zwei Hörfunkprogramme des Südwestrundfunks (SWR1 Baden-Württemberg und SWR3), da der ursprünglich vom damaligen Südwestfunk zur Versorgung Oberschwabens vorgesehene Senderstandort Schwarzer Grat (bei Isny im Allgäu) nicht gebaut werden konnte. Seit Dezember 2017 sendet nun auch der DAB-Mux des SWR von dort.
Die Sendeleistung aller bayerischen UKW-Hörfunkprogramme beträgt jeweils 100 kW. Sie musste zwischenzeitlich reduziert werden, da am Grüntengipfel ansonsten – bedingt durch die geringe Höhe der Sendeantenne – in gewissen Bereichen die gesetzlichen Grenzwerte für elektromagnetische Feldstärken überschritten worden wären. Nach einem Umbau wird wieder mit der maximal zulässigen Leistung von 100 kW gesendet.

## Frequenzen und Programme

### Analoger Hörfunk (UKW)
Beim Antennendiagramm sind im Falle gerichteter Strahlung die Hauptstrahlrichtungen in Grad angegeben.
| Frequenz (in MHz) | Programm                | Senderlogo | RDS PS            | RDS PI               | Regionalisierung | ERP (in kW) | Antennendiagramm rund (ND)/gerichtet (D) | Polarisation horizontal (H)/vertikal (V) | Ausgestrahlt seit               |
| ----------------- | ----------------------- | ---------- | ----------------- | -------------------- | ---------------- | ----------- | ---------------------------------------- | ---------------------------------------- | ------------------------------- |
| 90,7              | Bayern 1                |            | B1_Schw_ BAYERN_1 | D911 (regional) D311 | Schwaben         | 100         | D (300–100°)                             | H                                        | 1964                            |
| 88,7              | Bayern 2                |            | Bayern_2          | D312                 | -                | 100         | D (300–100°)                             | H                                        | 1951                            |
| 95,8              | Bayern 3                |            | BAYERN_3          | D313                 | –                | 100         | D (300–100°)                             | H                                        | 1965 (als Gastarbeiterprogramm) |
| 101,0             | BR-Klassik              |            | BR-KLASS          | D314                 | –                | 100         | D (300–100°)                             | H                                        | 1982                            |
| 106,9             | BR24                    |            | BR24____          | D315                 | –                | 100         | D (300–100°)                             | H                                        | 1991                            |
| 104,4             | Antenne Bayern          |            | ANTENNE_          | D318                 | –                | 100         | D (300–100°)                             | H                                        | 1988                            |
| 98,7              | SWR 1 Baden-Württemberg |            | SWR1_BW_          | D301                 | –                | 30          | D (280–350°)                             | H                                        | 1989 (als SWF1)                 |
| 103,0             | SWR3                    |            | __SWR3__          | D3A3                 | Alb/Bodensee     | 30          | D (280–350°)                             | H                                        | 1989 (als SWF3)                 |

### Digitaler Hörfunk (DAB)
DAB wird in vertikaler Polarisation und im Gleichwellenbetrieb mit anderen Sendern ausgestrahlt.
| Block                          | Programme (Datendienste) | ERP (kW) | Antennen- diagramm rund (ND), gerichtet (D) | Polarisation horizontal (H)/ vertikal (V) | Gleichwellennetz (SFN) |
| ------------------------------ | --- | -------- | ------------------------------------------- | ----------------------------------------- | --- |
| 5C DR Deutschland (D__00188)   | DAB-Block der Media Broadcast - Absolut relax (72 kbps) - Dlf (104 kbps) - Dlf Kultur (112 kbps) - Dlf Nova (104 kbps) - DRadio DokDeb (48 kbps) - Energy Digital (72 kbps) - ERF Plus (64 kbps) - Klassik Radio (72 kbps) - Radio Bob (72 kbps) - Radio Horeb (48 kbps) - Radio Schlagerparadies (64 kbps) - Schwarzwaldradio (64 kbps) - sunshine live (72 kbps) - DRadio Daten (32 kbps Daten) - EPG Deutschland (16 kbps Daten) - TPEG (16 kbps Daten) - TPEG_MM (16 kbps Daten) | 4        | D (180°-40°)                                | V                                         | - Baden-Württemberg: Aalen, Baden-Baden (Fremersberg), Bad Mergentheim, Blauen, Brandenkopf, Donaueschingen, Feldberg im Schwarzwald, Freiburg (Vogtsburg-Totenkopf), Geislingen (Oberböhringen), Großerlach (Hohe Brach), Heidelberg (Königstuhl), Heilbronn (Schweinsberg), Hochrhein (Rickenbach), Hornisgrinde, Pforzheim (Schömberg-Langenbrand), Raichberg, Ravensburg (Höchsten), Reutlingen, Stuttgart (Frauenkopf), Ulm (Kuhberg) - Bayern: Amberg (Hirschau), Aschaffenburg (Pfaffenberg), Augsburg (Hotelturm), Bad Tölz (Gaißach), Balderschwang, Bamberg (Geisberg), Büttelberg, Brotjacklriegel, Dillberg, Grünten, Herzogstand, Hochberg (Traunstein), Hoher Bogen, Inntal (Ebbs), Ingolstadt (Gelbelsee), Kreuzberg/Rhön, Landshut (Altdorf), München (Olympiaturm), Nennslingen (Büchelberg), Nürnberg, Oberammergau, Ochsenkopf, Passau, Pfänder, Pfaffenhofen, Pfarrkirchen, Pfronten, Regensburg (Hohe Linie), Unterringingen, Untersberg, Wendelstein (Bayrischzell), Würzburg (Frankenwarte) - Berlin: Berlin (Alexanderplatz), Berlin (Scholzplatz) - Brandenburg: Bad Belzig, Booßen, Brandenburg/Havel, Calau, Casekow, Cottbus, Eberswalde (geplant), Eisenhüttenstadt, Neuruppin (geplant), Petkus, Pritzwalk, Templin - Bremen: Bremen (Walle), Bremerhaven-Schiffdorf - Hamburg: Hamburg (Moorfleet), Hamburg (Heinrich-Hertz-Turm) - Hessen: Bad Hersfeld (Rimberg), Biedenkopf (Sackpfeife), Fulda (Hummelskopf), Frankfurt (Europaturm), Gelnhausen (Schnepfenkopf), Gießen (Dünsberg), Großer Feldberg, Hardberg, Hohe Wurzel, Hoher Meißner, Kassel (Habichtswald), Mainz-Kastel - Mecklenburg-Vorpommern: Garz (Rügen), Güstrow, Malchin, Neubrandenburg-Süd, Neustrelitz (geplant), Rostock (Toitenwinkel), Röbel, Schwerin (Zippendorf-Gr.Dreesch), Torgelow, Wismar/Rüggow, Züssow - Niedersachsen: Aurich-Popens, Braunschweig (Broitzem), Braunschweig (Drachenberg), Cuxhaven-Stadt, Dannenberg, Göttingen (Bovenden-Osterberg), Hannover (Telemax), Lingen, Lüneburg-Neu Wendhausen, Molbergen-Peheim, Osnabrück (Bramsche-Schleptruper Egge), Hildesheim (Sibbesse), Steinkimmen, Uelzen, Visselhövede, Wilhelmshaven - Nordrhein-Westfalen: Aachen (Karlshöhe), Bergneustadt-Wiedenest (R), Bielefeld (Hünenburg), Bonn (Venusberg), Dortmund (Florianturm), Düsseldorf (Rheinturm), Eggegebirge, Herscheid, Hochsauerland (Hunau), Hürtgenwald-Großhau, Köln (Colonius), Langenberg, Lügde-Rischenau (Köterberg), Meschede (geplant), Minden (Jakobsberg), Münster (Fernmeldeturm), Schöppingen, Siegen-Süd, Wesel - Rheinland-Pfalz: Bad Kreuznach (Schanzenkopf), Bad Marienberg (Westerwald), Bornberg, Daun (Eifel), Edenkoben (Kalmit), Heckenbach-Schöneberg (Ahrweiler), Haardtkopf (geplant), Idar-Oberstein, Kaiserslautern, Kettrichhof, Koblenz (Kühkopf), Schnee-Eifel (geplant), Trier (Petrisberg) - Saarland: Merzig-Merchingen, Saarbrücken (Schoksberg) - Sachsen: Chemnitz, Dresden, Geyer, Leipzig, Löbau, Neustadt, Niederschöna (geplant), Oschatz, Schöneck, Zwickau Ost - Sachsen-Anhalt: Brocken, Burg, Dequede, Petersberg, Pettstädt (Weißenfels), Schneidlingen, Wittenberg - Schleswig-Holstein: Bungsberg, Bredstedt, Flensburg, Garding, Heide, Helgoland, Hennstedt, Itzehoe, Kiel (Kronshagen), Lübeck (Stockelsdorf), Schleswig, Niebüll (Süderlügum), Westerland (Sylt) - Thüringen: Bleßberg (Sonneberg), Erfurt-Hochheim, Gera, Inselsberg, Jena (Oßmaritz), Kulpenberg, Lobenstein (Sieglitzberg), Saalfeld (Remda), Weimar (Ettersberg) |
| 8A SWR BW S (D__00372)         | DAB+ Block des SWR - SWR1 BW (112 kbps) - SWR Kultur (128 kbps) - SWR3 (Rheinland bis Bodensee) (112 kbps) - SWR4 FN (Studio Friedrichshafen) (112 kbps) - SWR4 FR (Südbaden) (112 kbps) - SWR4 S (Studio Stuttgart) (112 kbps) - SWR4 TU (Studio Tübingen) (112 kbps) - SWR4 UL (Studio Ulm) (112 kbps) - SWR Aktuell (72 kbps) - DASDING (112 kbps) - EPG (24 kbps) - TPEG (16 kbps)                                                                                               | 4        | D (180°-40°)                                | V                                         | Grünten, Konstanz, Memmingen/Niederrieden, Ravensburg (Höchsten), Pfänder (Vorarlberg), Waldburg, Weingarten (Schussental) |
| 8B AllgäuDonauIller (D__00307) | DAB-Block der Bayern Digital Radio - Hitradio RT1 Südschwaben (80 kbps) - Galaxy Allgäu (72 kbps) - Allgäu Hit (96 kbps) - Radio Schwaben (80 kbps) - Donau 3 FM (80 kbps) - Radio 7 (80 kbps) - Fantasy Allgäu (72 kbps) | 4        | D                                           | V                                         | Augsburg (Welden) (geplant), Balderschwang (R), Grünten, Kaufbeuren (geplant), Markt Wald, Memmingen, Pfänder (Vorarlberg), Pfronten (Breitenberg), Ulm-Kuhberg |
| 10A Obb/Schw (D__00008)        | DAB-Block der Bayern Digital Radio : - Bayern 1 (Schwaben) (96 kbps) - Bayern 1 (Mainfranken) (96 kbps) - BR24live (64 kbps, Mono) - Radio Teddy (72 kbps) - egoFM (72 kbps) - Arabella Bayern (96 kbps) - Rock Antenne Bayern (72 kbps) - BR EPG (8 kbps Daten) - BR News (8 kbps Daten) | 4        | D                                           | V                                         | - Oberbayern: Bad Tölz (Gaißach), Berchtesgaden (Jenner) (R), Eichstätt, Fürstenfeldbruck (Schöngeising), Gelbelsee (Ingolstadt), Herzogstand (Fahrenbergkopf), Hochberg (Traunstein), Hohenpeißenberg, Inntal (Ebbs), Isen, München-Freimann, München-Ismaning, München (Olympiaturm), Neuötting, Oberammergau, Pfaffenhofen (Wolfsberg), Reit im Winkl, Untersberg, Tegernseer Tal (Wallberg), Wasserburg am Inn (Koblberg), Wendelstein (Bayrischzell) - Schwaben: Augsburg (Hotelturm), Augsburg (Welden), Balderschwang (Oberberg) (R), Grünten, Hühnerberg, Kaufbeuren (geplant), Markt Wald, Memmingen, Pfänder (Vorarlberg), Pfronten (Breitenberg), Ulm (Kuhberg) |
| 11D Bayern (D__00165)          | DAB-Block des Bayerischen Rundfunks: - Bayern 1 (Oberbayern) (96 kbps) - Bayern 1 (Niederbayern/Oberpfalz) (96 kbps) - Bayern 1 (Franken) (96 kbps) - Bayern 2 (96 kbps) - Bayern 3 (96 kbps) - BR-Klassik (144 kbps) - BR24 (72 kbps, Mono) - BR Schlager (96 kbps) - Puls (96 kbps) - BR Heimat (128 kbps) - BR Verkehr (16 kbps, Mono) - Antenne Bayern (80 kbps) - BR EPG (8 kbps Daten) - ARD TPEG (24 kbps)                                                                    | 4        | ND                                          | V                                         | - Unterfranken: Alzenau (Hahnenkamm), Burgsinn (Main-Spessart), Dettelbach, Ebern, Frammersbach (Sauerberg) (geplant), Gemünden, Hammelburg, Kreuzberg (Rhön), Miltenberg-Wenschdorf, Neustadt am Main, Obernburg am Main, Ostheim (Heidelberg), Pfaffenberg (Aschaffenburg), Schweinfurt (Schonungen), Volkach, Wertheim, Würzburg (Frankenwarte), Zeil am Main - Oberfranken: Bad Steben, Bamberg (Geisberg), Burgwindheim (geplant), Coburg (Eckardtsberg), Hof (Labyrinthberg), Kronach, Kulmbach, Ludwigsstadt (Ebersdorf), Ochsenkopf (Fichtelgebirge), Pegnitz - Mittelfranken: Ansbach (geplant), Büttelberg, Hesselberg, Hersbruck, Nürnberg (Fernmeldeturm), Rothenburg ob der Tauber, Treuchtlingen, Weißenburg - Oberpfalz: Altenstadt, Amberg (Hirschau), Amberg-Süd, Dillberg (Neumarkt), Fuchsmühl, Geigant, Hoher Bogen (Furth im Wald), Hohe Linie (Regensburg), Kallmünz (geplant), Pfreimd, Schönsee (Drechselberg), Weigendorf - Niederbayern: Brotjacklriegel, Deggendorf (Aletsberg), Dingolfing, Einödriegel, Kelheim, Landshut (Altdorf), Mainburg, Mallersdorf-Pfaffenberg, Oberfrauenwald, Passau (Kühberg), Pfarrkirchen, Rattenberg, Rotthalmünster, Viechtach (Weigelsberg) (geplant), Vilsbiburg - Schwaben: Augsburg (Hotelturm), Augsburg (Welden), Balderschwang (Oberberg) (R), Grünten, Hühnerberg (Harburg), Kaufbeuren (geplant), Markt Wald, Memmingen, Pfänder (Vorarlberg), Pfronten (Breitenberg), Ulm (Kuhberg) - Oberbayern: Bad Tölz (Gaißach), Berchtesgaden (Jenner) (R), Eichstätt, Fürstenfeldbruck (Schöngeising), Gelbelsee, Herzogstand (Fahrenbergkopf), Hochberg (Traunstein), Hohenpeißenberg, Inntal (Ebbs), Isen, München-Freimann, München-Ismaning, München (Olympiaturm), Neuötting, Oberammergau (Laber), Pfaffenhofen (Wolfsberg), Pfaffenhofen (BR), Reit im Winkl, Untersberg (Salzburg), Tegernseer Tal (Wallberg), Wasserburg am Inn (Koblberg), Wendelstein (Bayrischzell) |

### Digitales Fernsehen (DVB-T2)
Die DVB-T2 Ausstrahlungen auf dem Grünten laufen seit 24. Oktober 2018 und sind im Gleichwellenbetrieb (Single Frequency Network) mit anderen Sendestandorten.
| Kanal | Frequenz (in MHz) | Multiplex         | Programme im Multiplex | ERP (in kW) | Antennendiagramm rund (ND), gerichtet (D) | Polarisation horizontal (H), vertikal (V) | Modulations- verfahren | SFN                                                                    |
| ----- | ----------------- | ----------------- | --- | ----------- | ----------------------------------------- | ----------------------------------------- | ---------------------- | ---------------------------------------------------------------------- |
| 45    | 666               | ARD Digital (BR)  | - Das Erste HD - arte HD - PHOENIX HD - tagesschau24 HD - ONE HD - NDR FS NDS HD                                                                                                | 100         | D                                         | H                                         | QPSK                   | Grünten, Pfänder                                                       |
| 46    | 674               | ARD regional (BR) | - BR Fernsehen Nord HD - BR Fernsehen Süd HD - ARD-alpha HD - hr-fernsehen HD - MDR Thüringen HD - rbb Berlin HD - SWR BW HD - BR Mediathek (Internet) - WDR HD Köln (Internet) | 100         | D                                         | H                                         | QPSK                   | Grünten, Pfänder                                                       |
| 40    | 626               | ZDF               | - ZDF HD - ZDFinfo HD - zdf_neo HD - 3sat HD - KiKA HD | 50          | D                                         | H                                         | QPSK                   | Grünten, Hohenpeißenberg (Weilheim), Garmisch-Partenkirchen (Kreuzeck) |

Für die mit Internet gekennzeichneten Sender gilt:
Voraussetzung zur Wiedergabe des Programms: Ihr Empfangsgerät ist HbbTV-fähig und mit dem Internet verbunden.

### Digitales Fernsehen (DVB-T)
Die DVB-T Ausstrahlungen auf dem Grünten liefen vom 27. November 2007 bis 24. Oktober 2018 im Gleichwellenbetrieb (Single Frequency Network) mit anderen Sendestandorten.
| Kanal | Frequenz (in MHz) | Multiplex                   | Programme im Multiplex                                                                                    | ERP (in kW) | Antennendiagramm rund (ND), gerichtet (D) | Polarisation horizontal (H), vertikal (V) | Modulations- verfahren | FEC | Guard- intervall | Bitrate (in MBit/s) | SFN                                                                    |
| ----- | ----------------- | --------------------------- | --- | ----------- | ----------------------------------------- | ----------------------------------------- | ---------------------- | --- | ---------------- | ------------------- | ---------------------------------------------------------------------- |
| 45    | 666               | ARD Digital (BR)            | - Das Erste (BR) - ARTE - Phoenix - One                                                                   | 100         | D                                         | H                                         | 16-QAM                 | 2/3 | 1/4              | 13,27               | Grünten, Pfänder                                                       |
| 46    | 674               | ARD regional (BR) Südbayern | - Bayerisches Fernsehen (Schwaben/Altbayern) - ARD-alpha - SWR Fernsehen Baden-Württemberg - tagesschau24 | 100         | D                                         | H                                         | 16-QAM                 | 2/3 | 1/4              | 13,27               | Grünten, Pfänder                                                       |
| 28    | 530               | ZDFmobil                    | - ZDF - 3sat - ZDFinfo - KiKA (6–21 Uhr), ZDFneo (21–6 Uhr)                                               | 50          | D                                         | H                                         | 16-QAM (8k-Modus)      | 2/3 | 1/4              | 13,27               | Grünten, Hohenpeißenberg (Weilheim), Garmisch-Partenkirchen (Kreuzeck) |

### Analoges Fernsehen (PAL)
Bis zum 27. November 2007 wurden vom Sender Grünten folgende Programme in analogem PAL ausgestrahlt:
| Kanal | Frequenz des Bildträgers (in MHz) | Programm                                   | ERP (in kW) | Antennendiagramm rund (ND), gerichtet (D) | Polarisation horizontal (H), vertikal (V) |
| ----- | --------------------------------- | ------------------------------------------ | ----------- | ----------------------------------------- | ----------------------------------------- |
| 2     | 48,25                             | Das Erste (BR)                             | 100         | D                                         | H                                         |
| 28    | 527,25                            | ZDF                                        | 440         | D                                         | H                                         |
| 43    | 647,25                            | Das Erste (SWR)                            | 500         | D                                         | H                                         |
| 46    | 671,25                            | Bayerisches Fernsehen (Schwaben/Altbayern) | 440         | D                                         | H                                         |

## Bildergalerie

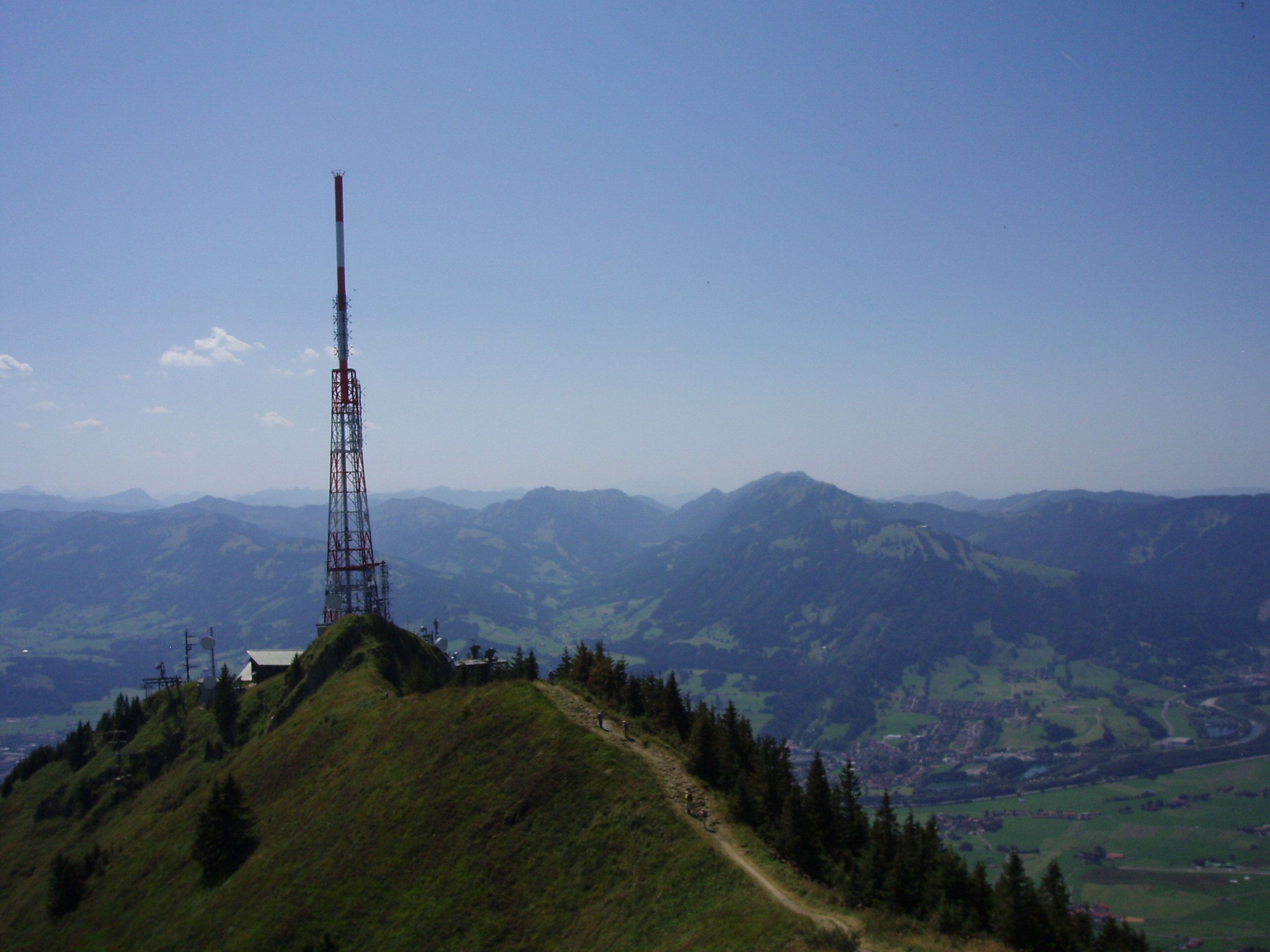
Blick vom Gebirgsjägerdenkmal zum Sendeturm
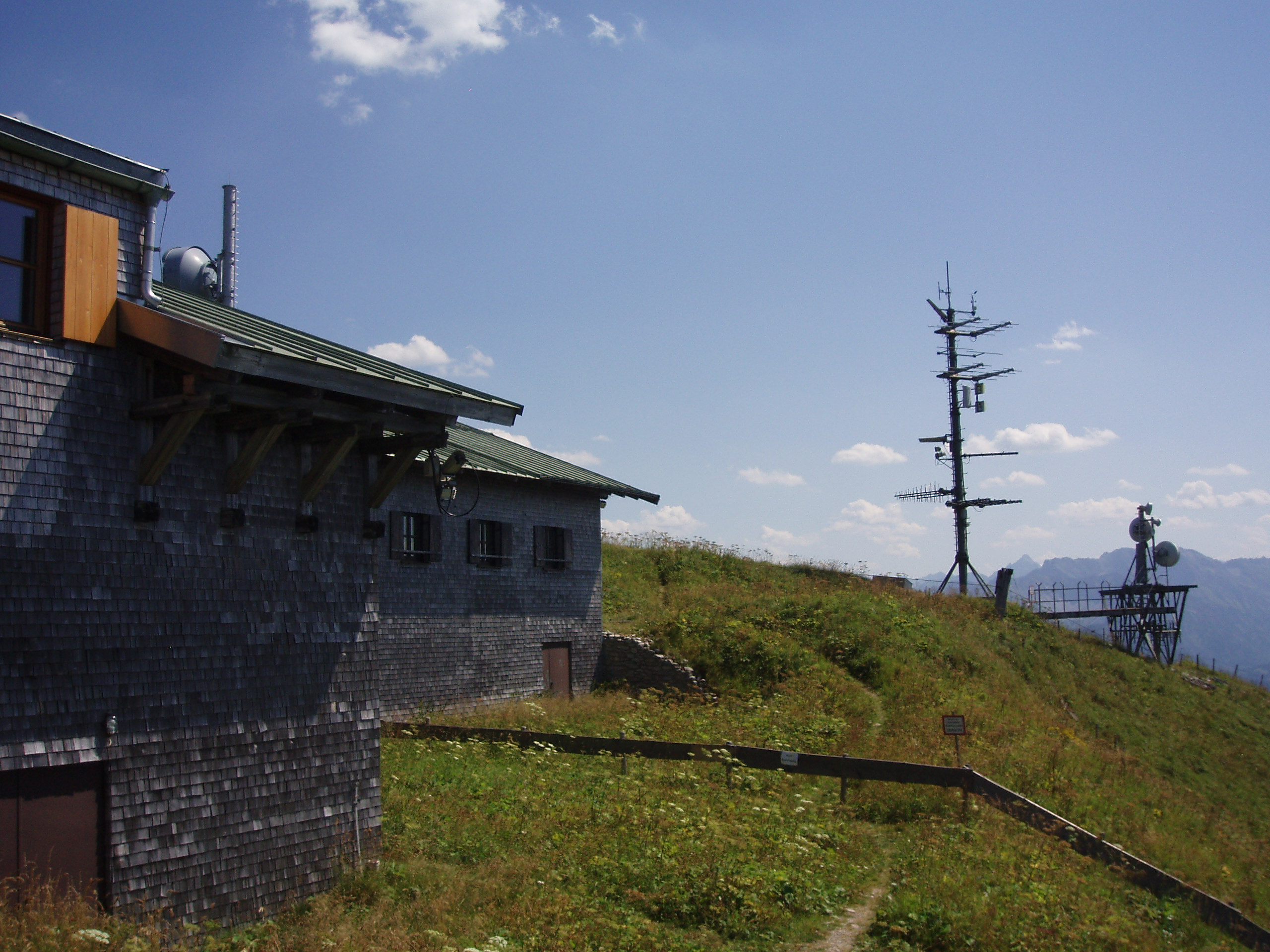
Sendeanlage
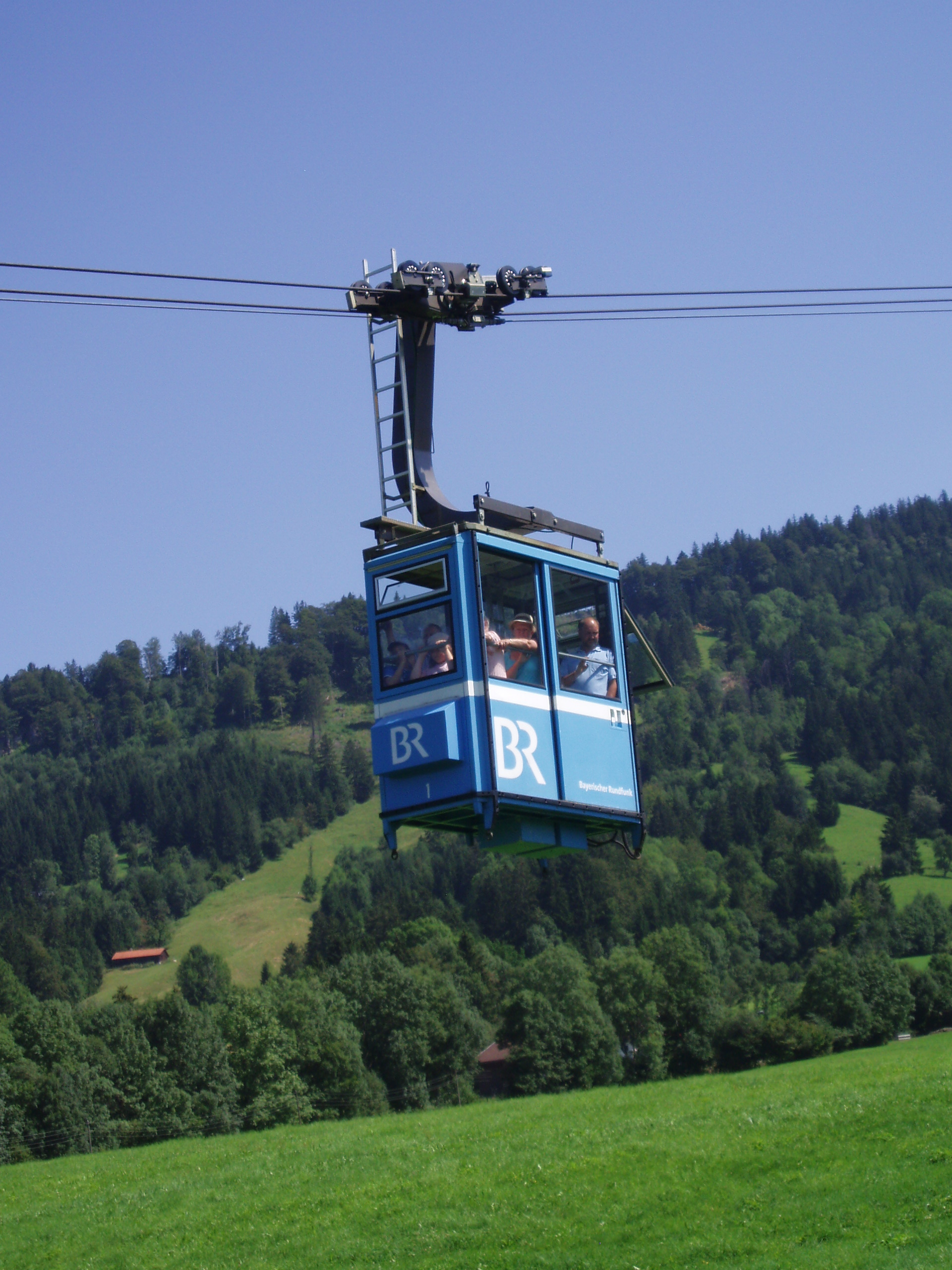
Kabine der Grüntenseilbahn mit BR-Logo